# Sint Maarten (Hollande-Septentrionale)
Pour l’article homonyme, voir Saint-Martin (Royaume des Pays-Bas).
Sint Maarten est un village situé dans la commune néerlandaise de Schagen, dans la province de la Hollande-Septentrionale. Le 1er janvier 2005, le village comptait 907 habitants.

## Histoire
Sint Maarten a été une commune indépendante jusqu'au 1er janvier 1990, date de son rattachement à Harenkarspel